# Paracupes
Paracupes là một chi bọ cánh cứng thuộc họ Cupedidae. Chi này có 2 loài đã tuyệt chủng và một loài còn tồn tại.

## Các loài
- †Paracupes ascius – Ecuador
- †Paracupes brasiliensis – Brazil
- Paracupes svitkoi – Mỹ